# Fabian Schubert
Fabian Schubert (* 29. August 1994 in Eisenkappel-Vellach) ist ein österreichischer Fußballspieler.

## Karriere
Schubert begann seine Karriere bei VST Völkermarkt. 2008 wechselte er in die AKA Kärnten; nach zwei Jahren ging er wieder zurück nach Völkermarkt. In seinen fünf Jahren bei Völkermarkt wurde er zum Stammspieler und Torjäger. 2015 wurde er von der SV Ried verpflichtet. Sein Debüt gab er im ÖFB-Cup 2015/16 im Spiel gegen den SV Innsbruck. In diesem Spiel erzielte er ein Tor.
Nach dem Abstieg aus der Bundesliga wechselte er zur Saison 2017/18 zu den Amateuren des Bundesligisten SK Sturm Graz. Allerdings kam er bereits im ersten Saisonspiel der Profis zu seinem ersten Einsatz für diese, als er im Juli 2017 in der Europa-League-Qualifikation gegen den FK Mladost Podgorica in der 80. Minute für Christian Schulz eingewechselt wurde.
Im August 2018 wechselte er zum Ligakonkurrenten TSV Hartberg. Nach der Saison 2018/19 verließ er Hartberg und wechselte zum Zweitligisten FC Blau-Weiß Linz, bei dem er einen bis Juni 2020 laufenden Vertrag erhielt. Für die Linzer kam er in zwei Spielzeiten zu 56 Zweitligaeinsätzen, in denen er 48 Tore erzielte. In der Saison 2020/21 wurde er mit 33 Treffern in 28 Partien Torschützenkönig der 2. Liga. Nach der Saison 2020/21 verließ er Blau-Weiß und wechselte zum Schweizer Erstligisten FC St. Gallen, bei dem er einen bis Juni 2023 laufenden Vertrag erhielt.
Im September 2022 zog er sich einen Schien- und Wadenbeinbruch im rechten Unterschenkel zu.
Im Sommer 2024 wechselte er nach Deutschland zum Drittligisten TSV 1860 München. Für 1860 kam er zu 24 Einsätzen in der 3. Liga, in denen er zweimal traf. Im Juli 2025 löste er seinen Vertrag in München auf. Zur Saison 2025/26 kehrte er daraufhin nach Österreich zurück und wechselte zu Regionalligist ASK Voitsberg.

## Erfolge
- Österreichischer Cup-Sieger: 2018
- Bester Spieler der 2. Liga: 2021
- Torschützenkönig der 2. Liga: 2021